# O Clube (5.ª temporada)
A quinta temporada de O Clube foi exibida na OPTO de 5 de janeiro a 9 de fevereiro de 2024, tendo a narração da personagem de Júlia Palha.
Conta com Vera Kolodzig, Luana Piovani, Margarida Vila-Nova, José Raposo, Júlia Palha, Inês Pires Tavares, Mariana Pacheco, Soraia Tavares e Sofia Arruda no elenco principal.

## Elenco

### Elenco principal
| Ator/Atriz          | Personagem        |
| ------------------- | ----------------- |
| Vera Kolodzig       | Maria Santos      |
| Luana Piovani       | Michele Faria     |
| Margarida Vila-Nova | Vera Leão         |
| José Raposo         | Alberto Viana     |
| Júlia Palha         | Madalena / Eva    |
| Inês Pires Tavares  | Miriam Figueiredo |
| Mariana Pacheco     | Diana             |
| Soraia Tavares      | Lilianne          |
| Sofia Arruda        | Joanne            |

### Elenco recorrente
| Ator/Atriz      | Personagem         |
| --------------- | ------------------ |
| José Mata       | Peter Felding      |
| Jessica Athayde | Teresa Matias      |
| Ivo Lucas       | Jaime              |
| Diogo Martins   | Mateus Justino     |
| Renato Godinho  | Marques            |
| Pedro Hossi     | Silveira           |
| Paulo Calatré   | Eduardo Figueiredo |

### Participação especial
| Ator/Atriz       | Personagem             |
| ---------------- | ---------------------- |
| Lourenço Ortigão | Francisco «Kiko» Gomes |
| Oceana Basílio   | Mónica                 |

### Elenco adicional
| Ator/Atriz       | Personagem     |
| ---------------- | -------------- |
| Nuno Nunes       | Médico Legista |
| Pedro Monteiro   | Artur          |
| Soraia Sousa     | —              |
| Tozé Cunha       | —              |
| Jorge Picoto     | —              |
| Ema Fonseca      | —              |
| Henrique Governo | —              |
| Eduarda Seabra   | —              |

## Episódios
| # | ## | Título                    | Dirigido por      | Escrito por | Exibição original      |
| --- | -- | ------------------------- | ----------------- | ----------- | ---------------------- |
| 30 | 1  | "3ª Lei de Newton"        | Patrícia Sequeira | João Matos  | 5 de janeiro de 2024   |
| A revelação dos segredos de Eva tem consequências trágicas. A história de Miriam começa a revelar-se. A pressão para salvar o negócio leva Maria a tomar medidas drásticas. |    |                           |                   |             |                        |
| 31 | 2  | "Animais em Fuga"         | Patrícia Sequeira | João Matos  | 12 de janeiro de 2024  |
| A Polícia monta uma caça ao homem para apanhar Artur. A vida de Eva mudou, está em risco e sem alternativas. Vera percebe que Miriam não lhe está a contar toda a verdade sobre o pai. Revela-se com quem é que Peter está a trabalhar.                                                              |    |                           |                   |             |                        |
| 32 | 3  | "Seguir as Migalhas"      | Patrícia Sequeira | João Matos  | 19 de janeiro de 2024  |
| Kiko pressiona Peter para obter resultados rápidos. Teresa começa a descobrir a ligação entre as três vítimas do Assassino do Batom. A morte de Jaime abala o Clube e revela sentimentos guardados por Viana. Kiko pressiona Peter para obter resultados rápidos. Vera e Miriam incompatibilizam-se. |    |                           |                   |             |                        |
| 33 | 4  | "Encurralados"            | Patrícia Sequeira | João Matos  | 26 de janeiro de 2024  |
| As investigações de Teresa começam a destapar a verdade sobre os crimes no Clube. Vera e Viana descobrem que Maria investiu tudo no negócio com Peter. Maria e Peter selam uma aliança mais profunda. Miriam está cada vez mais acossada.                                                            |    |                           |                   |             |                        |
| 34 | 5  | "Matar ou Morrer"         | Patrícia Sequeira | João Matos  | 2 de fevereiro de 2024 |
| A noite na sala VIP é fértil em traições e jogadas de risco. Teresa e Mateus estão cada vez mais perto de descobrir a verdade sobre Miriam. Kiko faz a sua jogada final mas Peter está preparado. O Assassino do Batom faz a sua última vítima.                                                      |    |                           |                   |             |                        |
| 35 | 6  | "As Mulheres têm 8 Vidas" | Patrícia Sequeira | João Matos  | 9 de fevereiro de 2024 |
| A identidade do Assassino do batom é revelada e Mateus tenta localizar o seu paradeiro. O negócio de Peter revela-se uma fraude e o futuro do Clube está em risco. |    |                           |                   |             |                        |